# Peter Bohn
Pour les articles homonymes, voir Bohn.
Peter Bohn, né le 2 novembre 1833 à Bausendorf et mort le 11 juin 1925 à Trèves, est un organiste et pédagogue allemand.